# トーマ・バンガルテル
トーマ・バンガルテル（Thomas Bangalter、1975年1月3日 - ）は、フランス出身のミュージシャン。ギ＝マニュエル・ド・オメン＝クリストと共に ハウス/エレクトロデュオ「ダフト・パンク」の一人として活動していた。

## 生い立ち
フランスのパリで生まれる。ピアノを6歳の頃に弾き始める。両親はピアノの練習を続けることに対しとても厳しく、後になってそのことに感謝していると述べている。彼の父親であるダニエル・ヴァンギャルドはギブソン・ブラザーズやオッタワン、シェイラなどといった演奏者の作詞家、プロデューサーであった。「僕は、父がしてた事をするって考えは全くなかったね」とのことである。バンガルテルの父親はユダヤ人であったが、それほど宗教的な家庭でもなかった。

## 経歴

### 1987年 - 2000年
1987年にリセ・カルノ在校中にギ＝マニュエル・ド・オメン＝クリストに出会う 。彼らは互いに1960年代、1970年代の映画や音楽、つまり「イージー・ライダーからヴェルヴェット・アンダーグラウンドに至るまで、十代にカルト的な人気がある作品」が好きであった。。結果的に、彼らとローラン・ブランコウィッツはダーリンと呼ばれるインディー・ロックのトリオを作り、その中でベースを担当。「当時、何より10代らしい事をしてた気がするよ。誰もがバンドを組みたがるようなもんさ」。『メロディ・メイカー』誌の当時の批評によると「馬鹿げたパンク・ロックの喧噪 (a daft punky thrash)」であった。このことによりバンガルテルとクリストは新しいバンド名を考えようと触発される。
18歳になる直前にダフト・パンクは電子音楽に興味を抱く。ブランコウィッツは彼の仲間のバンドであるフェニックスのため、グループを去った。1993年に、バンガルテルはバンドデュオ「スラム」のスチュアート・マクミランへ向け、最初のシングルである"The New Wave"につながるデモを送り、その後返事をもらった。「彼はレコード産業の状況、またそれがどのように動いてるかとか、自分らの今後の選択を教えてくれる様々な事を教えてくれた。」
ヴァンギャルドは"Homework"のライナーノーツに尽力したことに対しても感謝された。このアルバムのタイトルは、バンガルテルの寝室で録音されたという事実によるところがある。彼が述べたところによると、「僕は装置のためのスペースを空けるために、ベッドを別の部屋に移動させなきゃならなかった」とのことである。1997年の封切り以降の数年後、バンガルテルは自身のレコードのレーベルである「ルール(Roulé)」(フランス語で「集中的に活動した」の意味)に焦点を当てた。そのレーベルでロマンソニーやロイ・デイヴィス・ジュニアのシングル曲、そしてとりわけバンガルテル自身のソロ曲がリリースされた。バンガルテルのソロ作品はEP盤限定で1995年と1998年にそれぞれ発表された。EP盤の"Outrun"や"Extra Dry"、"Turbo"は後にテレビゲームのMidnight Club IIとして公開された。"On da Rocks"では"D.A.F.T."に含まれる『ダ・ファンク(Da Funk)』の舞台裏の映像が特集されていた。バンガルテルはアラン・ブラックスやベンジャミン・ダイアモンドと合作し、1998年にはクラブヒット曲となった"Music Sounds Better with You"をスターダストという名の下で発表した。"Homework"と同様に、その曲もバンガルテルの家のスタジオで録音された。
"Music Sounds Better with You"とおおよそ同時期に、バンガルテルはボブ・サンクラーのセカンドシングルである"Gym Tonic"を共同制作していた。そのシングル曲は、ジェーン・フォンダのワークアウトのテープからとった音源を含んでおり、この結果としてフォンダ自身が公的なリリースを許可しなかったので、小さな議論を引き起こした。スペースダスト(Spacedust)という別の活動では『ジム・アンド・トニック(Gym and Tonic)』という題名でイースト・ウエスト・レコードからこの曲の再収録版が公開され、商業的には広く成功を収めた。『ジム・アンド・トニック』は"Music Sounds Better with You"が同じチャートで二位に上がったすぐ後に、イギリスでナンバーワンのシングル曲となった。
1998年の間は、バンガルテルとクリストは"Discovery"の最初のセッションとなる部分でロマンソニーと共同制作した。作られた曲の一つである"One More Time"は2000年のダフト・パンクのシングルとしては最も成功したものであった。バンガルテルはまた、フェニックスのデビューアルバム、"United"の中の"Embuscade"をヤマハのCs-60型のシンセサイザーで演奏し、このアルバムは同年にリリースされた。彼はDJ・ファルコンともトゥゲザー(Together)という名で協同し、彼らの名の由来となった2000年のシングル曲を発表した。

### 2000年 - 現在
バンガルテルは2002年に公開された映画『アレックス』の楽曲を制作した。アレックスのサウンドトラックでは、映画内で使われたグスタフ・マーラーやエティエンヌ・ダオー、ルートヴィヒ・ヴァン・ベートーヴェンの曲とともにバンガルテルの曲も特集して後にリリースされた。北米ではそのアルバムはバンガルテルの曲のみを特集している。Trax on da RocksのEP盤に入っている曲のうちの三曲は、アルバム"Outrun"、"Ventura"、そして"Extra Dry"として発表された。2002年にバンガルテルはフランスのヒップホップグループ、"113"で"113 Fout La Merde"という曲もリリースした。バンガルテルはそのミュージックビデオの中で、ダフト・パンクのヘルメットを着用して踊っている。
2003年にトゥゲザーがリリースしたのはシングル曲の"So Much Love to Give"である。スティーヴ・ウィンウッドの"Valerie"という曲をもとにしたエリック・プライズの曲、"Call on Me"はトゥゲザーによるリリースであると誤って認識された。DJ・ファルコンによれば、トゥゲザーは以前”Valerie”をサンプリングしたことがあったが、シングル曲としてリリースするつもりは全くなかったとのことである。2005年には、ダフト・パンクは3つ目のスタジオアルバム、Human After Allを発表した。クリストは、「僕達が作るアルバムはどれも、自分たちの人生と深い関係がある。(中略)バンガルテルがHuman After Allで経験した内的、個人的なものによりアルバムは、彼が当時いた所に近づいた。」と記述した。
バンガルテルは映画ディレクターのギャスパー・ノエとの二回目の仕事に続き、2009年の映画、『エンター・ザ・ボイド』の音響ディレクターを務めた。当初彼は、エンター・ザ・ボイドのサウンドトラックを作ることをノエから持ちかけられていたが、当時彼は『トロン: レガシー』の仕事に没頭していた。バンガルテルはその代わりに、1960年代や1970年代出身の他の芸術家による音楽と共に、ドローンやアンビエンスの一部をその映画に提供した。彼は音響ディレクターとして謝辞の中で紹介されており、その映画では本来Irréversibleのために作曲された彼の曲、"Désaccords"が取り上げられた。
2011年にバンガルテルは、エロディ・ブシェーズを特集してファッションブランドの"Co"の広告となった短い映画の監督を務め、演出も担当した。一年後、バンガルテルはリチャード・フィリップスが監督、リンジー・ローハンが主演の短編映画、"First Point"の音楽を担当した。2013年には、バンガルテルとクリストは4作目のスタジオアルバムである『ランダム・アクセス・メモリーズ』をリリースした。そのアルバムを共同制作した一人、ジョルジオ・モロダーは、ダフト・パンクの二人は完璧主義的な方法を取っていたと想起した。その方法とは、バンガルテルしか違いに気付かないのにもかかわらず自分が歌う作品を複数のマイクで収録するというものであった。

## 私生活
バンガルテルは、フランスの女優であるエロディ・ブシェーズと結婚している。2004年、ビバリーヒルズに住居を購入。この理由は、ブシェーズの仕事の拠点がハリウッドであるということや、バンガルテル自身が映画製作に興味を持っているということである。ダフト・パンクの製作オフィスはまだロサンゼルスにあるが、彼は現在パリに住んでいる。
記録によれば、バンガルテルは2002年に耳鳴りが進行したことを理由にクラブでのDJを辞め、「自分の耳を守りたいので辞めた」と語っている。スラムのオルデ・マイケルは後に、バンガルテルの症状は十分改善したと述べ、「彼は少し恐怖感を持っており、耳を傷つけちゃったからどれほどそのダメージがひどいのか知るために、適度に思い切った手段をとらなきゃならないと考えてたよ」と語った。

## ディスコグラフィ

### サウンドトラック・アルバム
- 『アレックス サウンドトラック』 - Irréversible (2002年) ※映画『アレックス』サントラ
- Mythologies (2022年) ※バレエのサントラ
- Daaaaaalí! (2023年) ※EP
- Chiroptera (2024年) ※パフォーマンスアートのサントラ。短編映画『An Urban Allegory』にも使用されている

### EP、シングル
- Trax on da Rocks (1995年)
- "Spinal Scratch" (1996年)
- Trax on da Rocks Vol. 2 (1998年)
- "Outrage" (2003年)